# F.E.A.R. (Stand Atlantic)
F.E.A.R. (Fuck Everything And Run) è il terzo album in studio del gruppo musicale australiano Stand Atlantic, pubblicato il 6 maggio 2022. Il disco vede sperimentazioni in chiave hip hop ed elettronica.
Nel 2022 F.E.A.R. è stato nominato ai J Awards come album australiano dell'anno.

## Tracce
1. doomsday – 3:03
2. pity party (feat. Royal & The Serpent) – 2:42
3. van gogh – 3:06
4. dumb (feat. Tom the Mail Man) – 2:45
5. hair out – 2:41
6. deatwish (feat. nothing,nowhere) – 3:16
7. switchblade – 2:39
8. nails from the back – 2:42
9. bloodclot – 3:21
10. don't talk [to me] – 2:21
11. xo – 2:52
12. cabin fever (feat. my literal mum) – 3:12
13. molotov [OK] – 2:17
14. i wonder what kind of garlic bread they eat at MENSA – 0:40

Durata totale: 37:37

## Formazione
- Bonnie Fraser – voce, chitarra ritmica
- David Potter – chitarra solista
- Jonno Panichi – batteria
- Miki Rich – basso